# Municipio de Elk Horn
El municipio de Elk Horn (en inglés: Elk Horn Township) es un municipio ubicado en el condado de McDonald en el estado estadounidense de Misuri. En el año 2010 tenía una población de 1390 habitantes y una densidad poblacional de 9,35 personas por km².

## Geografía
El municipio de Elk Horn se encuentra ubicado en las coordenadas 36°41′33″N 94°14′18″O / 36.69250, -94.23833. Según la Oficina del Censo de los Estados Unidos, el municipio tiene una superficie total de 148.59 km², de la cual 148,52 km² corresponden a tierra firme y (0,05 %) 0,07 km² es agua.

## Demografía
Según el censo de 2010, había 1390 personas residiendo en el municipio de Elk Horn. La densidad de población era de 9,35 hab./km². De los 1390 habitantes, el municipio de Elk Horn estaba compuesto por el 93,02 % blancos, el 2,01 % eran amerindios, el 1,65 % eran asiáticos, el 0,29 % eran de otras razas y el 3,02 % eran de una mezcla de razas. Del total de la población el 1,29 % eran hispanos o latinos de cualquier raza.